# Rogério Barra
Hugo Rogério Sarmanho Barra (Belém, 10 de janeiro de 1984) é um advogado e político brasileiro, filiado ao Partido Liberal (PL). É deputado estadual do Pará desde 2023 e foi secretário de Justiça e Direitos Humanos do mesmo estado de 2019 a 2021.
É filho do também político Éder Mauro.

## Carreira política

### Presidente partidário
Rogério Barra foi presidente estadual do Partido Social Liberal (PSL) no Pará, onde exerceu oposição à gestão do governador Simão Jatene (PSDB) e apoiou a candidatura de Helder Barbalho (MDB) para governador do Pará nas eleições de 2018, apoiando na eleição presidencial o candidato do PSL, Jair Bolsonaro. Deixou o PSL após Bolsonaro se desfiliar do partido, tornando-se vice-presidente do Partido Liberal (PL) após a filiação de Bolsonaro nesse partido.
Em 2022, Rogério Barra chegou a ser apontado pelo governo Jair Bolsonaro para comandar a Companhia Docas do Pará, porém a nomeação foi barrada com base na Lei das Estatais, por ele ser filho de deputado federal e exercer funções de comando partidário.

### Secretário de Justiça e Direitos Humanos
Em 2019, foi nomeado pelo governador Helder Barbalho para o cargo de secretário estadual da Justiça e Direitos Humanos do Pará.
Devido a discordâncias na condução da pandemia do COVID-19, Rogério Barra pediu exoneração da função de secretário estadual em 2020.

### Deputado estadual
Em 2022, candidatou-se para o cargo de deputado estadual, apoiando Jair Bolsonaro para presidente e Zequinha Marinho (PL) para governador. Apesar de ambos terem perdido as eleições, Rogério Barra foi eleito.

## Vida pessoal
Rogério Barra é filho do delegado de polícia Éder Mauro, que atualmente é deputado federal.